# Kadijivka
Kadijivka (ukrainska:  Кадіївка uttal (fil)) tidigare Stachanov är en stad i Luhansk oblast i östra Ukraina. Den ligger i den norra delen av Donbass, 50 km öster om Luhansk. Folkmängden uppgår till cirka 80 000 invånare.

## Historia
Staden är känd sedan 1300-talet men utvecklades under 1800-talet genom kolbrytningen. Från 1937 till 1940 var staden känd som Sergo. Staden var en av de största kolbrytningsstäderna i Donbass men har minskat i betydelse eftersom dagbrotten blev utarbetade och andra bränslen har ökat i betydelse.
Fram till 1937 hette staden Kadijivka. Från 1937 till 1940 hette staden Sergo (ukrainska: Серго) efter Sergo Ordzhonikidze, för att mellan 1940 och 1978 återfå sitt ursprungliga namn, Kadiivka. Staden bytte namn 1978 till Stachanov efter den legendariske gruvarbetaren Aleksej Stachanov. Från 2016 är stadens namn återigen Kadijivka vilket dock inte i praktiken är genomfört på grund av den ryska ockupationen av området sedan 2014.

## Demografi

### Befolkningsutveckling
| 1926    | 1933    | 1939    | 1959    | 1967    |
| ------- | ------- | ------- | ------- | ------- |
| 18 000  | 65 900  | 96 000  | 123 000 | 139 000 |
| 1970    | 1979    | 1989    | 2001    | 2012    |
| 137 000 | 108 043 | 112 023 | 90 152  | 78 255  |

### Etnicitet
Folkräkning 2001:
- Ryssar - 50,1 %
- Ukrainare - 46,1 %
- Vitryssar - 1 %

### Modersmål
Trots att ukrainska är Ukrainas officiella språk har större delen av befolkningen i Stachanov ryska som modersmål.
Folkräkning 2001:
- Ryska - 85,3 %
- Ukrainska - 13,0 %
- Vitryska - 0,1 %
- Armeniska - 0,1 %